# Michael Diehl
Michael „Lonzo“ Diehl (* 3. Januar 1958) ist ein ehemaliger deutscher Basketballspieler.

## Leben
Der zwei Meter große Spieler stieg 1980 mit der BG Hagen von der 2. Basketball-Bundesliga in die Basketball-Bundesliga auf. Er trat anschließend mit der BG 1980/81 unter der Leitung von Trainer Volker Cornelisen in der obersten deutschen Spielklasse an. Nach dem Abstieg 1981 spielte der knapp zwei Meter große Diehl mit der Hagener Mannschaft in den kommenden Jahren wieder in der 2. Bundesliga.